# Кашчелан, Предраг
Пре́драг Кашчелан (черног. Predrag Kašćelan; род. 30 июня 1990, Цетине) — черногорский футболист, защитник клуба «Алга». Двоюродный брат Младена Кашчелана.

## Биография

### Клубная карьера
Воспитанник «Црвены звезды». Выступал за «Спартак» из Суботицы, «Бокель», «Доксу» из Драмы и «Младост» из Подгорицы.
За «Младост» провёл один матч в Лиге Европы 2013/14. 1 августа 2013 года в гостевой встрече с «Севильей» (0:3) вышел на замену на 80-й минуте.
В феврале 2014 года подписал контракт с тульским «Арсеналом» до 2016 года. Дебютировал за туляков 16 марта в выездном матче против «Уфы» (4:3), выйдя на замену на 77-й минуте.
В июле 2014 года подписал контракт с дзержинским «Химиком».

### Сборная
В составе юношеской сборной Черногории принимал участие в Средиземноморских играх 2009.

## Достижения
- Серебряный призёр первенства ФНЛ 2013/14 в составе тульского «Арсенала»